# دونال سي. فوكس
دونال سي. فوكس هو سياسي أمريكي، ولد في 16 ديسمبر 1903، وتوفي في 15 أغسطس 1987. نشط حزبياً في الحزب الديمقراطي. وقد انتخب عضو جمعية نيوجيرسي العامة ‏.